# Nyírcsaholyi asszonylázadás
A nyírcsaholyi asszonylázadásra 1960. február 26-án került sor, amikor Nyírcsaholy községben 300-400 nő verődött össze az erőszakos téeszesítés ellen tiltakozva. A nők megpróbáltak bejutni a tanácsházára, hogy a korábban erőszakkal összegyűjtött TSZ belépési nyilatkozatokat megszerezzék. A kommunista hatalom rendőrsége erőszakkal lépett fel a tüntetőkkel szemben. Több nőt brutálisan összevertek, majd számos büntetőeljárást folytattak a résztvevők ellen amelyek nyomán többeket bebörtönöztek.

## Előzményei
1959–1960-ban Magyarországon az állami tulajdon magasabbrendűsége jegyében kampányszerűen megindult a termelőszövetkezetek szervezése. Az erőszakos téeszesítés során a hatalom a nyírcsaholyi parasztok földjeit is elvették. A kollektivizálás itt is erőszakosan zajlott. A földek elvétele és a hatalom erőszakszervezeteinek kíméletlen és erőszakos fellépése komoly rettegést, bizonytalanságot és elkeseredést váltott ki a falu lakosságából.
1960-ban elterjedt a hír, hogy a környékbeli Nyírparasznyán, Ópályiban és Pusztadoboson a parasztok tüntetés útján elérték, hogy földjeiket visszakapják.

## A tüntetés
Február 26-án néhány asszony elkezdte felkeresni ismerőseit egy délutáni tüntetés érdekében. A tüntetésre nők és gyerekek mentek, bízva abban, hogy a kommunisták ellenük talán nem fognak brutálisan fellépni.
Délutánra 300-400 nő verődött össze a tanácsházánál, és követelte, hogy adják vissza az erőszakosan összeszedett termelőszövetkezeti belépési nyilatkozataikat. Megkíséreltek behatolni a tanácsházára, de az ott tartózkodók megpróbálták megakadályozni, a helyi rendőr ekkor már gumibotot használt.
A hatalom mozgósította a rendőrséget: 16.45-re a faluba nagy számban érkeztek rendőrök még Nyíregyházáról, Ecsedről, sőt Debrecenből is. A rendőrség brutálisan lépett fel: erőszakkal, gumibotozva oszlatta fel az összegyűlt nőket, majd még aznap elrendelték a nyomozást „téesz elleni izgatás miatt”.

## Megtorlás
A hatóságok számos büntetőeljárást folytattak a résztvevők ellen. Többeket börtönbüntetésre ítéltek (a legsúlyosabb büntetés két év volt), illetve pénzbírságokat szabtak ki (a legmagasabb 1000 forint vagyonelkobzás volt).

## Emlékezete
2012-ben a falu tanulmányt készíttetett a történtekről és 2012 novemberében a tüntetők előtt tisztelegve a településen emlékművet állítottak.